# Neville William Cayley

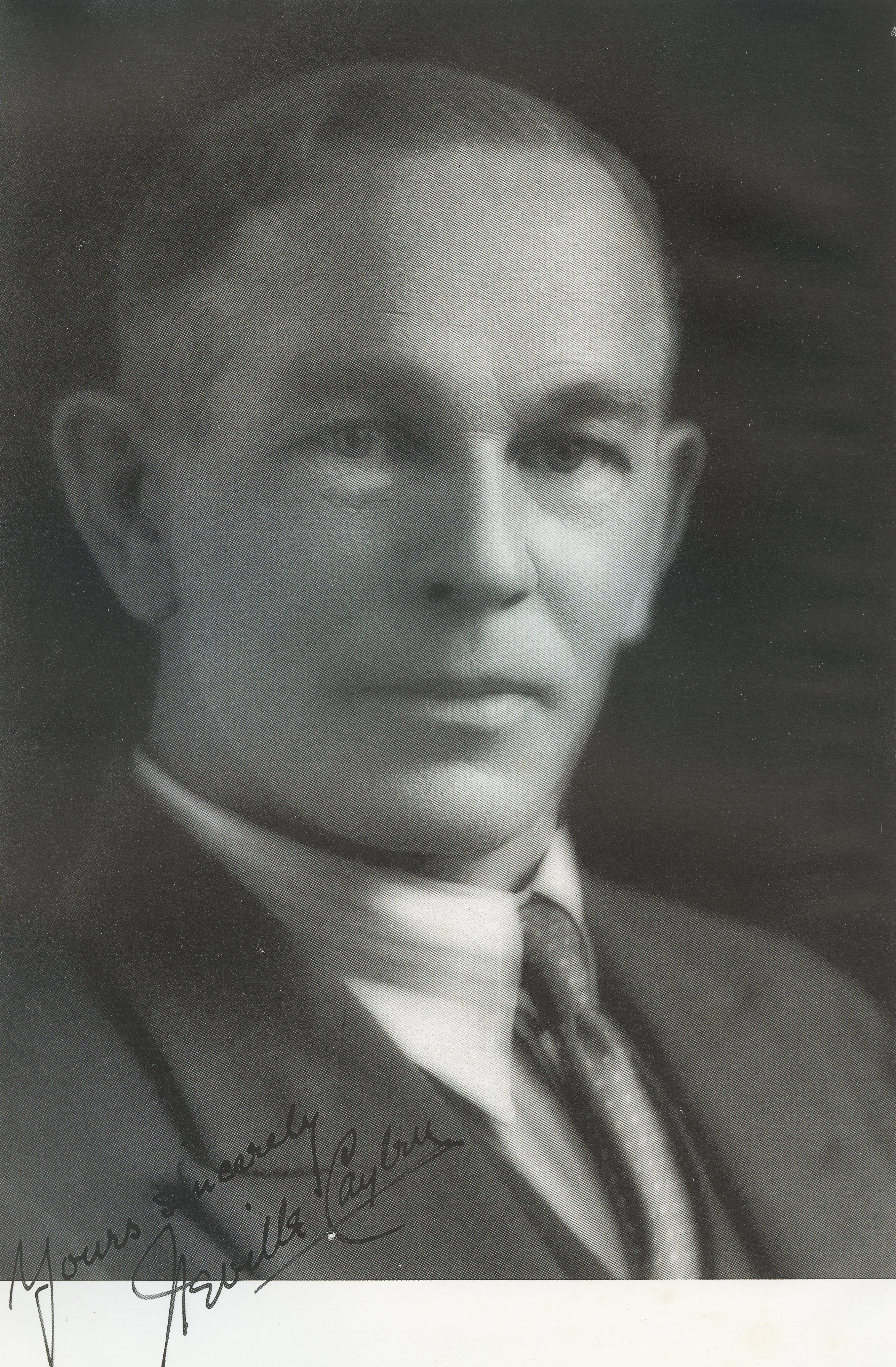
Neville William Cayley på ett porträtt i en upplaga från 1981 av What Bird is That?.

Neville William Cayley, född 7 januari 1886 i Yamba, död 17 mars 1950 i Sydney, var en australisk författare som på sin fritid sysslade med ornitologi. Hans mest kända bok är What Bird is That?, den enda fullständiga beskrivningen av alla fåglar i Australien mellan 1930- och 1960-talet. Han var medlem i Australiens kungliga ornitologsällskap (Royal Australasian Ornithologists Union) och 1936/37 föreningens president. Under många år skapade han målningar av fåglar som publicerades i sällskapets journal Emu.